# Australomimetus hertelianus
Australomimetus hertelianus là một loài nhện trong họ Mimetidae.
Loài này thuộc chi Australomimetus. Australomimetus hertelianus được miêu tả năm 1986 bởi Heimer.